# Johan Adelswärd (1936–2023)

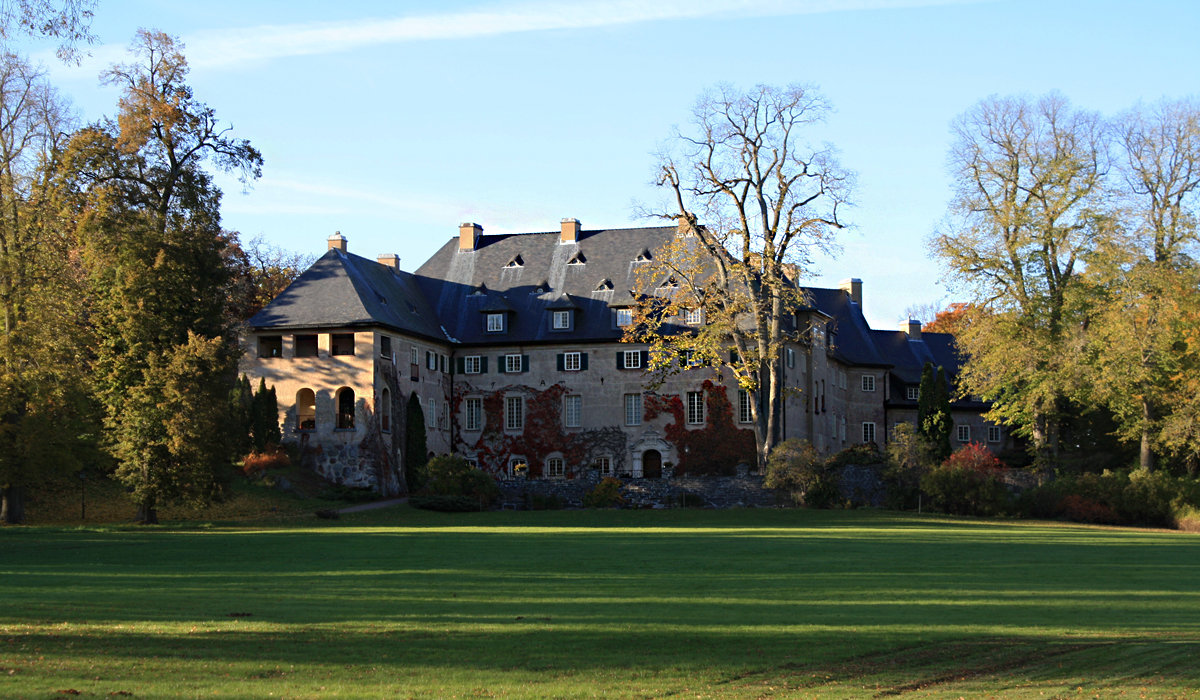
Adelsnäs.

Johan Theodor Adelswärd, född 18 november 1936 i Engelbrekts församling, Stockholms stad, död 31 mars 2023 på Slefringe gård i Åtvidabergs kommun, Östergötlands län, var en svensk baron, hovjägmästare och godsägare. Adelswärd var som ägare av baroniet Adelswärd den sista baronen i Sverige.

## Biografi
Johan Adelswärd tog över släktens baroni och fideikommiss Adelswärd i Östergötland på 1970-talet efter sin far och blev därmed den nionde generationens ägare. Därigenom blev berättigad till att titulera sig som baron, vilket annars inte förekommer i Sverige. 1972 avvecklades fideikommissen enligt 1964 års avvecklingslag och Adelswärd blev VD för fideikommissaktiebolaget Baroniet Adelswärd AB. Under denna tid utvecklade han Forsströms Kraftaktiebolag och Åtvidabergs Trävaruaktiebolag. 2005 överlämnade Adelswärd bolaget och egendomarna till sin son friherre Gustaf Adelswärd och blev därefter hedersledamot i bolagets styre. Aktiebolaget har i dag verksamhet inom skogsbruk, jakt och fiske, lantbruk och fastigheter. Det förfogar över 22 000 hektar vilket motsvarar en dryg fjärdedel av Åtvidabergs kommun.
År 2000 blev Adelswärd hovjägmästare hos kung Carl XVI Gustaf, vilket han var i sju år. Han hade då ansvar för kungens jakter på Halle Hunneberg och i Bergslagen.

## Familj
Johan Adelswärd tillhörde den friherrliga ätten Adelswärd nr 249. Han var son till godsägaren baron Eric Adelswärd och friherrinnan Ebba Beck-Friis samt sonson till statsrådet baron Axel Adelswärd. Han gifte sig den 17 augusti 1963 med professor Viveka Lindegren. De fick sönerna Gustaf (född 1964), Theodor (1966–2021) och Jan Carl (född 1969).

## Utmärkelser
- Hans Majestät Konungens medalj av 8:e storleken i serafimerordens band, 6 juni 2007, ”för förtjänstfulla insatser som hovjägmästare”.[6]
- Rättsriddare av Johanniterorden i Sverige.[4]